# Tricot (groupe)
Pour les articles homonymes, voir Tricot (homonymie).
Tricot (トリコ, toriko, généralement transcrit tricot en français) est un groupe de math rock originaire de Kyoto, au Japon.
Reconnus pour leurs rythmes complexes et leur identité visuelle ils ont publié quatre EP et trois albums. Rolling Stone les décrit comme « du Math rock accéléré et accéléré, enrobé de pop » Ils ont beaucoup tourné au Japon, à Singapour, au Royaume-Uni et en Europe. En 2015, ils ont lancé leur première tournée en Amérique du Nord, suivie d'une tournée européenne complète en 2016.

## Histoire
Juste après que Kazutaka Komaki a rejoint le groupe en tant que batteur en 2011, ils ont créé leur propre label, Bakuretsu Records. En 2013, Tricot a publié son premier album complet, T H E, qui a atteint le rang 18 au classement Oricon Albums. L'année suivante, ils ont fait une tournée en Europe pour quatre festivals de musique. Ils ont ensuite soutenu les Pixies aux Eden Sessions au Royaume-Uni. En 2014, Kazutaka Komaki a quitté le groupe en raison de différences musicales.
Le deuxième album de Tricot A N D, sorti en 2015, s'est classé au 34e rang au classement Oricon. Le premier single de l'album, E, a été créé sur le site Web de NME. En mars, ils ont interprété leur chanson Niwa lors d'une session en direct, à nouveau créée en première sur NME, à laquelle se sont joints les cinq batteurs ayant joué sur l'album. Le troisième album du groupe, 3, est sorti en 2017 et a été soutenu par une tournée mondiale puis par une tournée de 47 préfectures au Japon. À la fin du dernier concert de la tournée, il a été annoncé que Yuusuke Yoshida, qui tournait avec Tricot depuis 2016, était devenu membre à temps plein et était donc le deuxième batteur officiel de l'histoire du groupe.

## Membres
- Ikumi Ikkyu Nakajima - chant, guitare (2010 – présent)
- Motoko Motifour Kida - guitare, chœurs (2010 – présent)
- Hiromi Hirohiro Sagane - guitare basse, chœurs (2010 – présent)
- Yuusuke Yoshida - batterie (2017 – présent ; tournée 2016-2017)

### Anciens membres
- Kazutaka Komaki - batterie (2011-2014)
- Miyoko Yamaguchi - batterie (2015-2016; en tournée)

## Discographie

### Albums studio
| Titre            | Détails de l'album | Meilleure place | Meilleure place |
| Titre            | Détails de l'album | JPN             | Billboard US    |
| ---------------- | --- | --------------- | --------------- |
| T H E            | - Sortie: 2 octobre 2013 (JPN) - Label: Bakuretsu - Formats: LP, CD, téléchargement numérique                                       | 18              | -               |
| A N D            | - Sortie: 18 mars 2015 (JPN) - Label: Bakuretsu - Formats: CD, téléchargement numérique                                             | 34              | -               |
| 3                | - Sortie: 17 mai 2017 (JPN) - Étiquette: Topshelf Records, Big Scary Monsters - Formats: LP, Cassette, CD, téléchargement numérique | 20              | 5               |
| Makkuro (真っ黒) | - Sortie : 29 janvier 2020 - Label : 8902 records                                                                                   |                 |                 |

### EPs
| Titre                                 | Détails de l'album                                                                         | Meilleure place |
| Titre                                 | Détails de l'album                                                                         | JPN             |
| ------------------------------------- | ------------------------------------------------------------------------------------------ | --------------- |
| Bakuretsu Tricot-san (爆裂トリコさん) | - Sortie: 2 août 2011 (JPN) - Label: Bakuretsu - Formats: CD, téléchargement numérique     | 46              |
| Shōgakusei to Uchū (小学生と宇宙)     | - Sortie: 9 mai 2012 (JPN) - Label: Bakuretsu - Formats: CD, téléchargement numérique      | 57              |
| Bakyūn EP (バキューンEP)              | - Sortie: 5 décembre 2012 (JPN) - Label: Bakuretsu - Formats: CD, téléchargement numérique | 51              |
| Kabuku EP                             | - Sortie: 27 avril 2016 (JPN) - Label: Bakuretsu - Formats: CD, téléchargement numérique   | 46              |
| repeat                                | - Sortie: 20 mars 2019 (JPN) - Label: Bakuretsu - Formats: CD, téléchargement numérique    | 34              |